# Pachyacris violascens
Pachyacris violascens är en insektsart som först beskrevs av Walker, F. 1870.  Pachyacris violascens ingår i släktet Pachyacris och familjen gräshoppor. Inga underarter finns listade i Catalogue of Life.